# (11726) Edgerton
(11726) Edgerton ist ein Asteroid des Hauptgürtels, der am 1. Mai 1998 vom US-amerikanischen Astronomen Robert Linderholm am Lime Creek-Observatorium (IAU-Code 721) in Cambridge in Nebraska entdeckt wurde.
Der Asteroid wurde nach dem aus Nebraska stammenden Elektroingenieur Harold E. Edgerton (1903–1990) benannt.